# Nassaulaan 1 (Baarn)
Nassaulaan 1 is een gemeentelijk monument in de Transvaalwijk van Baarn in de provincie Utrecht.
Het huis werd gebouwd tussen 1900 en 1910. Opvallend zijn de rondboogvensters op de verdieping en de bepleisterde omlijstingen van de bovenlichten.